# Masae Ueno
Masae Ueno 上野 雅恵 (Ueno Masae?) (Asahikawa, 17 gennaio 1979) è una judoka giapponese, vincitrice della medaglia d'oro nella categoria 70 kg ad Atene 2004 e a Pechino 2008.

## Palmarès
- Giochi olimpici

Atene 2004: oro nei 70 kg.
Pechino 2008: oro nei 70 kg.
- Campionati mondiali di judo

2001 - Monaco di Baviera: oro nei 70 kg.
2003 - Osaka: oro nei 70 kg.
- Giochi asiatici

2002 - Pusan: bronzo nei 70 kg.
2006 - Doha: oro nei 70 kg.
- Campionati asiatici di judo

2000 - Osaka: oro nei 70 kg.
2004 - Almaty: oro nei 70 kg.
2008 - Jeju: oro nei 70 kg.